# Navia ebracteata
Navia ebracteata är en gräsväxtart som beskrevs av Julio Betancur och M.V.Arbeláez. Navia ebracteata ingår i släktet Navia och familjen Bromeliaceae.
Artens utbredningsområde är Colombia. Inga underarter finns listade i Catalogue of Life.